# Fåre Mølleå
Fåre Mølleå er en kilometer knap 20 km lang å i Lemvig Kommune i det nordlige Vestjylland der har sit udspring nord for landsbyen Lomborg ca. 4 km syd for Lemvig. Den løber mod syd langs vestenden af Kronhede Plantage. I landsbyen Fåre krydser den Lemvigbanen, og her lå Fåre Mølle der blev blev bygget i 1800-tallet, og havde ud over almindelig mølledrift produktion af stivelse, farver, benmel og savværk. Fåre Mølle var i drift frem til ca. 1930 Der har senere været dambrug ved møllen. Syd for Fåre svinger åen mod vest, forbi Bøvlingbjerg og ud i Bøvling Fjord i den nordlige ende af Nissum Fjord.
Den nederste del af åen ligger i Natura 2000 -område nr. 65 Nissum Fjord. Fåre Mølleå er blevet et af hjemstederne for efterkommere af de bævere der i 1999 blev udsat ved Flynder Å i Klosterhede Plantage